# Велика Убрень
Велика Убре́нь (рос. Большая Убрень, марій. Кугу Йывран) — присілок у складі Медведевського району Марій Ел, Росія. Входить до складу Люльпанського сільського поселення.

## Населення
Населення — 65 осіб (2010; 75 у 2002).
Національний склад (станом на 2002 рік):
- росіяни — 79 %